# Paraguay (folyó)
A Paraguay folyó egy jelentős folyó Dél-Amerika középső-déli részén. Útja során érinti Brazíliát, Bolíviát, Paraguayt és Argentínát. Forrása a Brazíliai Mato Grosso állam területén található. Átfolyik a Pantanal mocsárvidéken, érinti Corumbá és Asunción városát. Legalsó szakaszán határfolyót képez Argentína és Paraguay között, végül beletorkollik a Paraná folyóba. A folyó megélhetést biztosít a helyi halászoknak és öntözővízzel látja el a partja közelében fekvő mezőgazdasági művelés alatt álló területeket. A duzzasztógátak hiánya miatt a kontinens második leghosszabb víziútja az Amazonas után.

## A Paraguay folyó mellékfolyói
- Rio Apa
- Cuiabá
- Rio Verde
- Monte Lindo
- Pilcomayo
- Bermejo
- Tebicuary